# ベッドタウン
ベッドタウン（bed town）とは、都心へ通勤する人の住宅地を中心に発達した、大都市周辺の郊外化した衛星都市を指す言葉。
ベッドタウンは和製英語であり、英語では「commuter town」、「bedroom town」、「bedroom suburbs」、「dormitory town」などと呼ばれる。
ただしベッドタウンは、「通勤者が眠るためだけに帰る場所」という指摘をはらんでいる点で、ロンドンの衛星都市などが備える、巨大都市化を阻止し周辺圏域にわたる多核都市構造を作り出し分散させるという理念や構造と異なる。

## 概要
日本では、住宅地は鉄道駅などを中心に都心から郊外へ発生的に形成されたもの、当初から都市への通勤者向けに計画的に造られたものが多い。
住宅供給を目的に実施された日本の近郊住宅地、第二次世界大戦後、住宅整備公団・現都市再生機構や住宅供給公社等が住宅供給を行った郊外の駅前に立地した多くの日本のニュータウン、また日本の住宅団地という都市形式は、仕事場・オフィスのある都市部へ、混雑した電車で通勤し、自宅には寝るのに帰るだけ、といった勤労者層の平均像を作り上げた。現在は都市回帰現象により、郊外のニュータウン・UR公団団地では過疎化している地域も有るが、全国どこもが車社会であるので、郊外の大規模ショッピングモールの利用も多くなっていて、こういったニュータウンなどの最寄り駅周辺の商業は低調である。
日本の大都市周辺には、市域全体あるいは大部分が住宅地化している都市も多い。このような都市を衛星都市（えいせいとし）もしくはベッドタウンと呼んだ。
日本では、関東大都市圏（首都圏）における東京都23区外縁部・多摩地域、神奈川県東部・中部、埼玉県南部・西部・東部、千葉県北西部、茨城県南西部、中京圏における愛知県外縁部、岐阜県南部、三重県北部、近畿圏における大阪府外縁部、兵庫県南部、京都府南部、滋賀県南西部、奈良県北西部、和歌山県北部にこのような都市が集中している。
その他の大都市圏においても、札幌都市圏における北海道石狩地方、仙台都市圏における宮城県中南部、広島都市圏における広島県南西部、熊本都市圏における熊本県北東部、新潟都市圏における新潟県北東部、静岡・浜松大都市圏における静岡県中部、岡山都市圏における岡山県南西部、北九州・福岡大都市圏における福岡県北西部や佐賀県東部などに見られる。